# Henryk Szamota
Henryk Szamota (* 10. Februar 1910 in Kiew; † 12. September 2002 in den USA) war ein polnischer Radrennfahrer und nationaler Meister im Radsport.

## Sportliche Laufbahn
Dreimal (1929, 1930 und  1931 (hier vor Artur Pusz)) siegte er bei der polnischen Meisterschaft im Sprint. Viermal war er im Sprint am Start der UCI-Bahn-Weltmeisterschaften. 1929 konnte er bis in das Viertelfinale vordringen, es war sein bestes Ergebnis. Mehrfach stellte er polnische Rekorde über Kurzstrecken wie über 200 Meter und 500 Meter auf. 1932 wechselte er zu den Berufsfahrern. Er wanderte nach Frankreich aus und ging später dann in die Vereinigten Staaten. Nach dem Zweiten Weltkrieg war er dort Autorennfahrer und Funktionär im Motorsport.